# Guangzhou International Women's Open 2009
Guangzhou International Women's Open 2009 (також відомий під назвою TOE Life Ceramics Guangzhou International Women's Open за назвою спонсора) — жіночий тенісний турнір, що проходив на відкритих кортах з твердим покриттям. Це був 6-й за ліком Guangzhou International Women's Open. Належав до турнірів WTA International в рамках Туру WTA 2009. Відбувся в Гуанчжоу (КНР). Тривав з 14 до 20 вересня 2009 року.

## Переможниці

### Одиночний розряд
Шахар Пеєр —  Альберта Бріанті 6–3, 6–4
- Для Пеєр це був перший титул за останні понад 3 роки, і четвертий за кар'єру.
- Для Бріанті це було перше потрапляння до фіналу на турнірах Туру WTA.

### Парний розряд
Ольга Говорцова /  Тетяна Пучек —  Кіміко Дате /  Сунь Тяньтянь 3–6, 6–2, [10–8]

## Учасниці

### Сіяні
| Країна   | Гравчиня                | Рейтинг1 | Сіяна |
| -------- | ----------------------- | -------- | ----- |
| Іспанія  | Анабель Медіна Гаррігес | 21       | 1     |
| КНР      | Чжен Цзє                | 22       | 2     |
| КНР      | Пен Шуай                | 44       | 3     |
| Словенія | Катарина Среботнік      | 56       | 4     |
| Ізраїль  | Шахар Пеєр              | 64       | 5     |
| Білорусь | Ольга Говорцова         | 65       | 6     |
| Японія   | Моріта Аюмі             | 69       | 7     |
| Італія   | Альберта Бріанті        | 85       | 8     |
| Італія   | Марія Елена Камерін     | 86       | 9     |

- 1 Посів ґрунтується на рейтингові станом на 31 серпня 2009
- Чжен Цзє мусила знятися через травму лівого ліктя, тож Марія Елена Камерін стала дев'ятою сіяною.

### Інші учасниці
Учасниці, що отримали вайлд-кард на участь в основній сітці
- Лу Цзінцзін
- Янь Цзи
- Хань Сіньюнь

Нижче наведено гравчинь, які пробились в основну сітку через стадію кваліфікації:
- Чень Яньчон
- Чжан Лін
- Chang Kai-Chen
- Тетяна Пучек

Гравчині, що потрапили в основну сітку як щасливий лузер:
- Абігейл Спірс